# 莫托維利夫卡 (基輔州)
50°9′18″N 30°4′27″E / 50.15500°N 30.07417°E

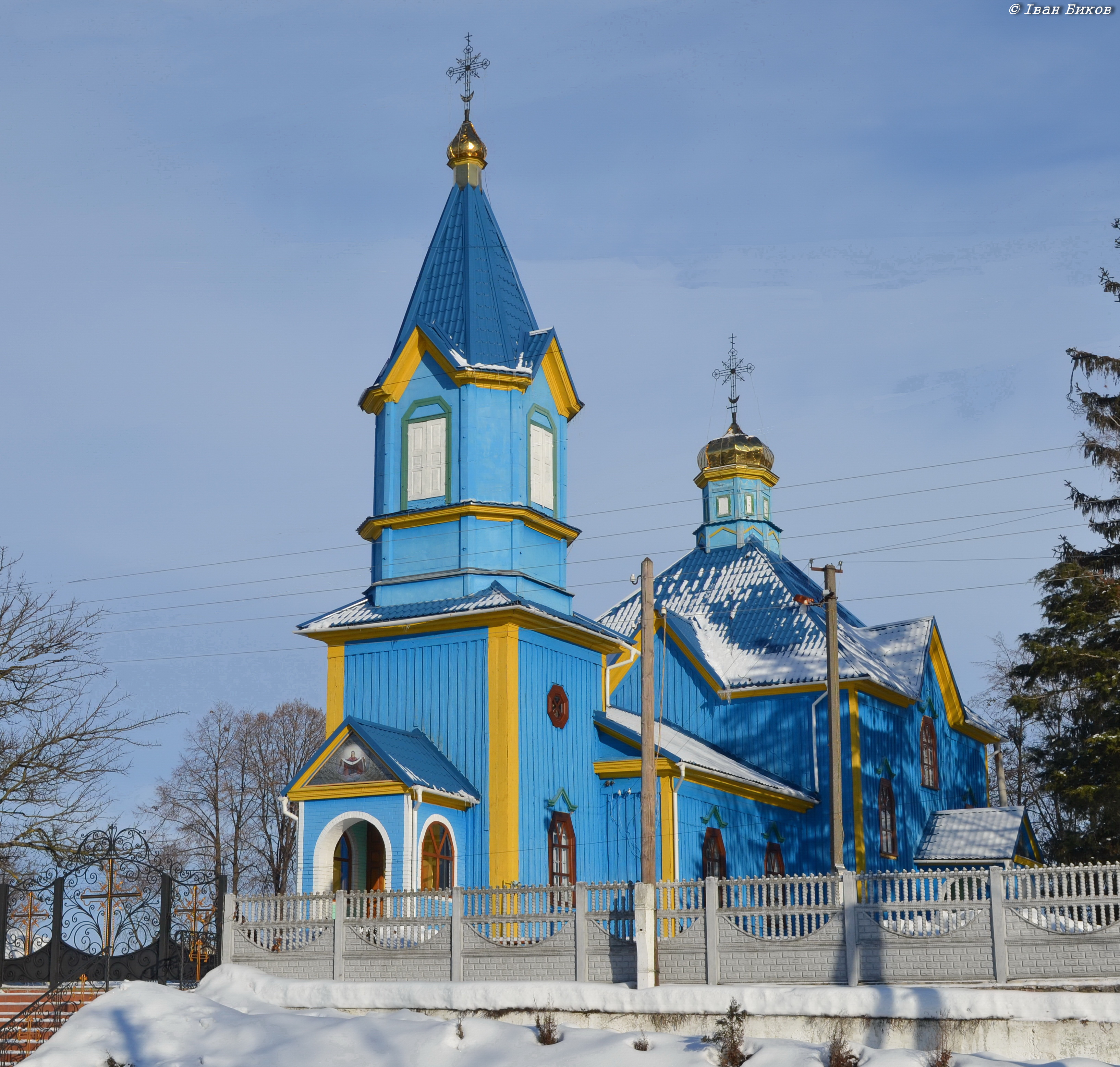

莫托維利夫卡（羅馬化：Motovylivka）是位於烏克蘭北部的村莊，由基辅州法斯蒂夫區的法斯蒂夫市鎮負責管轄。該村始建於1670年，面積8.16平方公里，海拔高度183米，2001年人口2,400，人口密度每平方公里428.8人。